# Opération Squatter
Seconde Guerre mondiale (guerre du Désert)
L'opération Squatter est une opération du Special Air Service en Libye qui eut lieu les 16 et 17 novembre 1941 durant la Seconde Guerre mondiale.

## Histoire
L'opération Squatter est un raid commando du SAS britannique contre les aérodromes de l'Axe en Libye.
54 commandos du détachement L du Special Air Service Brigade, provenant principalement de la Layforce qui venait d'être dissoute, sont parachutés de nuit sur deux zones près de Bir Temrad.
Dans la nuit du 16 au 17 novembre 1941 les commandos du SAS lancent une attaque furtive sur les aérodromes avancés de Kambut (en) et Timimi (en) dans le but d'endommager et de détruire une partie des forces aériennes de l'Axe en préparation de l'opération Crusader, une offensive majeure qui sera lancé par la 8e armée britannique deux jours plus tard.